# لورن کوری
لورن کوری (انگلیسی: Lorne Currie; ۲۵ آوریل ۱۸۷۱ – ۲۱ ژوئن ۱۹۲۶) قایقران اهل بریتانیا بود.